# Francis X. Murphy
Francis Xavier Murphy (* 1915; † 11. April 2002) war Priester im katholischen Orden der Redemptoristen und Professor für Kirchengeschichte.

## Leben
Murphy empfing 1940 die Priesterweihe. In Fortbildungen erwarb er 1945 mehrere Masterabschlüsse an der Catholic University of America mit der Schrift Rufinus of Aquileia (345–411): His Life and Works. Er war Kaplan in Annapolis in Maryland und nach dem Zweiten Weltkrieg Militärkaplan in der US-Armee. 1959 wurde Murphy Professor für Moraltheologie an der Päpstlichen Lateranuniversität. Bekannt wurde er vor allem für seine während des Zweiten Vatikanischen Konzils in der New York Times veröffentlichten Berichte aus der Konzilsaula, für die er sich des Pseudonyms Xavier Rynne bediente und das Konzilsgeheimnis brach.